# Злотна
Злотна (пол. Złotna) — село в Польщі, у гміні Моронґ Острудського повіту Вармінсько-Мазурського воєводства.
Населення — 227 осіб (2011).

## Демографія
Демографічна структура станом на 31 березня 2011 року:
|          | Загалом | Допрацездатний вік | Працездатний вік | Постпрацездатний вік |
| -------- | ------- | ------------------ | ---------------- | -------------------- |
| Чоловіки | 119     | 32                 | 80               | 7                    |
| Жінки    | 108     | 35                 | 53               | 20                   |
| Разом    | 227     | 67                 | 133              | 27                   |